# Егерс, Альфонс Фрицевич
Альфонс Фрицевич Егерс (латыш. Alfons Jēgers; 9 декабря 1919, Рига — 11 июня 1998, Рига) — советский и латвийский футболист и хоккеист. Заслуженный мастер спорта СССР (1951).
Родился в рабочей семье в Риге. Начал карьеру в 1938 году. Был заключен в нацистский концентрационный лагерь Штуттгофе. После освобождения Латвии вернулся в футбол, играл за рижские клубы «Динамо» и «Даугаву». Также играл в хоккей до 1957 года.
Умер в Риге в 1998 году.